# Кальдеритас
Кальдеритас (исп. Calderitas) — посёлок в Мексике, штат Кинтана-Роо, входит в состав муниципалитета Отон-Бланко. Численность населения, по данным переписи 2020 года, составила 5551 человек.

## Общие сведения
Современное поселение было основано в 1940 году, а название Кальдеритас (с исп. — «маленькие котлы»), дано по использованию первыми поселенцами маленьких глиняных горшков для приготовления пищи.
Посёлок находится в пригороде столицы штата — города Четумаль, в 8 км северо-восточнее него, на побережье залива Четумаль.
Основным видом деятельности является рыбная ловля, а прекрасные пляжи привлекают туристов, что способствует развитию пляжей, гостиничных и ресторанных услуг.

## Население
| Год  | Численность | Численность |
| ---- | ----------- | ----------- |
| 2000 | 4493        | [ 6 ]       |
| 2005 | 4446        | [ 7 ]       |
| 2010 | 5326        | [ 8 ]       |
| 2020 | 5551        | [ 9 ]       |